# Bistum Zhouzhi
Das Bistum Zhouzhi (lat.: Dioecesis Ceucevensis) ist ein römisch-katholisches Bistum mit Sitz in Zhouzhi in der Volksrepublik China.

## Geschichte
Papst Pius XI. gründete die Apostolische Präfektur Chowchich am 17. Juni 1932 aus Gebietsabtretungen des Apostolischen Vikariats Sianfu. Es wurde am 10. Mai 1951 zum Bistum erhoben.
Am 25. Januar 1982 wurde der Priester Paul Fan Yufei, der am 5. April 1995 starb, illegal zum Bischof geweiht. Der nachfolgende offizielle Bischof Alfonsus Guangyan Yang, Bischof seit 17. Dezember 1995, starb am 4. September 2004 und sein Nachfolger war der Bischof von Xi’an als Apostolischer Administrator. Im Oktober 2005 wurde der geheime Bischof Joseph Wu Qinjing zum Bischof geweiht.

## Ordinarien

### Apostolische Präfekten von Chowchich
- John Tchang (14. Juni 1932 – 1. Juli 1940)
- Joseph Kao (30. Mai 1941–1951)

### Bischöfe von Zhouzhi
- Louis Li Pai-Yu (10. Mai 1951 – 8. Februar 1980)
- Paul Fan Yufei † (25. Januar 1982 – 5. April 1995)
- Alphonse Yang Guang Yan (17. Dezember 1995 – 4. September 2004)
- Joseph Wu Qinjing (seit Oktober 2005 mit Anerkennung durch Peking, seit dem 22. September 2018 auch durch Papst Franziskus im Amt bestätigt)

## Statistik
| Jahr | Bevölkerung | Bevölkerung | Bevölkerung | Priester     | Priester         | Priester       | Priester               | Ständige Diakone | Ordensleute  | Ordensleute      | Pfarreien |
| Jahr | Katholiken  | Einwohner   | %           | Gesamtanzahl | Diözesanpriester | Ordenspriester | Katholiken je Priester | Ständige Diakone | Ordensbrüder | Ordensschwestern | Pfarreien |
| ---- | ----------- | ----------- | ----------- | ------------ | ---------------- | -------------- | ---------------------- | ---------------- | ------------ | ---------------- | --------- |
| 1948 | 25.000      | 1.000.000   | 2,5         | 24           | 24               |                | 1.041                  |                  | 13           | 13               |           |
| 1950 | 23.397      | 920.000     | 2,5         | 24           | 22               | 2              | 974                    |                  | 10           | 12               | 91        |